# Prigoródnoye (Krasnodar)
Prigoródnoye (del ruso: Пригородное) es un selo del raión de Primorsko-Ajtarsk del krai de Krasnodar en el sur de Rusia. Está situado en la orilla derecha del río Kirpili, 46 km al sudeste de Primorsko-Ajtarsk y 86 km al noroeste de Krasnodar, la capital del krai. Tenía 94 habitantes en 2010.
Pertenece al municipio Priazóvskoye.